# Brazylia na Letnich Igrzyskach Olimpijskich 1968
Brazylię na Letnich Igrzyskach Olimpijskich 1968 reprezentowało 76 zawodników, 73 mężczyzn i 3 kobiety.

## Zdobyte medale
| Medal  | Zawodnik                        | Dyscyplina    | Konkurencja              |
| ------ | ------------------------------- | ------------- | ------------------------ |
| Srebro | Nélson Prudêncio                | Lekkoatletyka | Trójskok                 |
| Brąz   | Servilio de Oliveira            | Boks          | Waga musza               |
| Brąz   | Reinaldo Conrad Burkhard Cordes | Żeglarstwo    | Klasa Star wagi ciężkiej |